# جامعة أيون لوكا كاراجاليه الوطنية للفنون المسرحية والسينمائية
جامعة كاراجيال الوطنية للمسرح والسينما في بوخارست وتُعرف أيضًا باسم جامعة أيون لوكا كاراجاليه الوطنية للفنون المسرحية والسينمائيّة (بالرومانية: Universitatea Națională de Artă Teatrală și Cinematografică "I.L. Caragiale")‏ هي جامعة عامة في بوخارست، رومانيا، تأسست عام 1954. تم تسميته على شرف الكاتب المسرحي أيون لوكا كاراجيال.

## التاريخ

### أول مدرسة مسرحية
بدأت هيئة التدريس المسرحية الأولى في بوخارست نشاطها في عام 1834 داخل المدرسة الفيلهارمونية. افتتحت كلية التوجيه المسرحي في عام 1948 داخل المعهد الروماني للفنون، في ذلك الوقت كان مركز التعليم العالي الروماني في الفنون. شهد عام 1950 تأسيس كل من معهد الأفلام ومعهد المسرح كاراجيال (سمي على اسم الكاتب المسرحي الروماني الكلاسيكي). في عام 1954، اندمجت المؤسستان في معهد كاراجيال للمسرح وفنون السينما (IATC).

### بعد عام 1990
عمل المعهد تحت هذا الاسم حتى عام 1990 عندما أصبح أكاديمية المسرح والسينما - المدرسة الوحيدة من هذا النوع في رومانيا التي تتمتع بترتيب مساوٍ لتصنيف الجامعة والاعتراف الدولي. منذ عام 1990، خضعت أكاديمية المسرح والسينما لعملية إصلاح مستمرة. تمت إضافة تخصصات جديدة، مثل الاتصال السمعي البصري وتحرير صوت الوسائط المتعددة (في كلية السينما)، الدمى، الدمى المتحركة، الكوريغرافيا والسينوغرافيا (في كلية المسرح). وقد ارتفع عدد الطلاب، في حين تم تحسين وتنويع المناهج الدراسية بشكل مستمر. في عام 1998، أصبحت أكاديمية المسرح والسينما هي جامعة المسرح والسينما كاراجيال. في عام 2001، أصبحت الجامعة الوطنية للمسرح والسينما كاراجيال.

## خريجون متميزون
(تشمل هذه القائمة الخريجون من كل من مدارس السينما والتمثيل:
| - ألينا بارجوانو، أستاذة جامعية - آدي كارالونو، ممثل - ديفيد إيسريج، مدير المسرح - تيودور غيورغيو، مخرج الفيلم - إنديجو، الأختان التوأم جابرييلا وميهالا مودوريكا، المغنون وكتاب الأغاني وشخصيات تلفزيون الواقع - مارسيل يوريو، ممثل (أبرز أعماله قراصنة الكاريبي: في نهاية العالم) - رادو جود، مخرج أفلام - مايا مورجينسترن، ممثلة (أبرزُ أعمالها آلام المسيح) - كريستيان مونجيو، مخرج (أبرز أعماله 4 أشهر و 3أسابيع ويومان) - بارنا نميثي، مخرجة ومصورة - كولين بيتر نيتزر، مخرج سينمائي - فلورين بيرسيك، ممثل - فلورين بيريزيتش، ممثل وكاتب ومخرج ( شباب بلا شباب) - جورج بيستيرينو، ممثل - كورنيليو بورومبويو، مخرج سينمائي - أليك Secăreanu، ممثل (أبرز أعماله بلاد الله) - كوزمينا ستراتان، صحفية وممثلة سينمائية - آنا أولارو، ممثلة |

## روابط خارجية
- "Official website". مؤرشف من الأصل في 2023-06-06.
- جامعة أيون لوكا كاراجاليه الوطنية للفنون المسرحية والسينمائية  على فيسبوك.

</nowiki>